# Formula One Group
Formula One Group (antiga Formula One Management) é um grupo de empresas responsáveis pela promoção do Campeonato Mundial de Fórmula 1 da FIA e pelo exercício dos direitos comerciais do esporte.
O Grupo era anteriormente propriedade da Delta Topco, uma empresa sediada em Jersey que era principalmente propriedade das empresas de investimento CVC Capital Partners, Waddell & Reed e LBI Group, com a propriedade restante dividida entre Bernie Ecclestone, outras empresas de investimento e diretores da empresa. Foi comprado pela Liberty Media em 2017.
Ecclestone, ex-chefe de equipe de Fórmula 1, passou 40 anos como diretor executivo da empresa após obter o controle dos direitos comerciais. Entre 2017, Chase Carey assumiu os cargos de diretor executivo e presidente, onde permaneceu até final de 2020, quando esses cargos passaram a ser exercidos por Stefano Domenicali a partir de janeiro de 2021. Com Carey se tornando presidente não executivo. Ross Brawn é o diretor geral e de esportes a motor.

## História
Em 1974, a Associação de Construtores de Fórmula 1 (FOCA) foi fundada para aumentar a organização comercial da Fórmula 1 em benefício das equipes de corrida. Em 1978, Bernie Ecclestone tornou-se o executivo da FOCA e lutou contra a Fédération Internationale du Sport Automobile (FISA) pelo controle dos direitos comerciais da F1. As disputas foram resolvidas em março de 1981, quando o Concorde Agreement deu ao FOCA o direito de negociar contratos de TV. Nos acordos anteriores, os contratos de TV eram arriscados e pouco lucrativos. 
Quando o segundo Acordo Concorde foi acordado em 1987, Ecclestone deixou de ser o proprietário da equipe e estabeleceu a Formula One Promotions and Administration (FOPA) para gerenciar os direitos de TV para as equipes. O FOPA mais tarde se tornaria conhecido como Formula One Management (FOM). O FOPA recebeu 49% das receitas de TV: 1% foi para as equipes e 50% para a FIA. A FOPA também recebeu todas as taxas pagas pelos promotores e pagou prêmios em dinheiro às equipes. O terceiro Acordo de Concórdia foi assinado em 1992.
Quando o quarto Acordo Concorde foi assinado em 1995, a FIA decidiu conceder os direitos comerciais da F1 à Formula One Administration (gerenciada pela FOM) por um período de 14 anos. Em troca, Ecclestone forneceria um pagamento anual. Com a FOM tendo direitos exclusivos sobre nomes de equipes populares como McLaren , Williams e Tyrrell , as equipes mencionadas protestaram rejeitando o seguinte Acordo de Concorde em 1997. Um acordo foi alcançado e um novo Acordo de Concorde foi assinado por todas as equipes em 1998.
McLaren, Williams, Ferrari e Renault formaram a GPWC Holdings e ameaçaram formar uma franquia rival em 2008, quando seus contratos terminaram em 2007.

### Ecclestone vende ações da F1
A SLEC Holdings foi criada como a holding das empresas de Fórmula 1 em 1996, quando Ecclestone transferiu sua propriedade dos negócios da Fórmula 1 para sua esposa, Slavica Ecclestone, em preparação para a abertura do grupo em 1997. 
Em junho de 1999, a Comissão Européia anunciou que investigaria a FIA, a FOA e os Comunicadores Internacionais do Mundo Esportivo por abuso de posição dominante e restrição da concorrência.  A ISC, de propriedade da Ecclestone, assinou um acordo de 14 anos com a FIA em 1996 para os direitos exclusivos de transmissão de 18 campeonatos da FIA.
Em outubro de 1999, Morgan Grenfell Private Equity (MGPE) adquiriu 12,5% da SLEC por £ 234 milhões.  Em fevereiro de 2000, Hellman e Friedman compraram uma participação de 37,5% da SLEC por £625 milhões e combinaram sua participação com a da MGPE para formar a Speed Investments, que detinha uma participação combinada de 50% da SLEC.  Em 22 de março de 2000, a empresa de mídia alemã EM.TV & Merchandising comprou a Speed Investments por £1,1 bilhão. 
As aquisições da EM.TV lhe causaram dificuldades financeiras; após o anúncio de que seus lucros em 2000 ficariam abaixo das expectativas e que estava lutando com suas dívidas, o preço das ações caiu 90%.  Em fevereiro, o Kirch Group concordou em resgatar a EM.TV em troca de uma participação na empresa e do controle da Speed Investments.  Alan Henry , do The Guardian, informou que as duas empresas também concordaram em exercer a opção da EM.TV de comprar outros 25% da SLEC por aproximadamente £ 600 milhões no final de março de 2001. 
Para aumentar a participação da Speed Investments na SLEC para 75%,  Kirch tomou emprestado € 1,6 bilhão, sendo € 1 bilhão do Bayerische Landesbank (BayernLB) e o restante do Lehman Brothers e JPMorgan Chase.  O envolvimento de Kirch levantou preocupações entre os principais fabricantes de automóveis que participam da Fórmula 1; BMW, DaimlerChrysler, Fiat, Ford e Renault formaram a GPWC Holding BV para garantir uma melhor representação dos fabricantes na F1, melhores condições financeiras para as equipes, estabilidade para o campeonato e manutenção da cobertura de televisão aberta. 
Devido ao acordo associado à sua participação acionária, a SLEC foi controlada por Kirch, que controlava o conselho da Formula One Holdings (FOH). Devido a enormes perdas e gastos maciços, os credores de Kirch colocaram a empresa em falência em 2002. Esses bancos desmantelaram o grupo. A participação de Kirch no SLEC foi retida pelo Bayerische Landesbank (BayernLB), JPMorgan Chase e Lehman Brothers (através da Speed Investments).
Antes de poderem exercer os seus direitos de acionistas; tiveram de obter autorização da Comissão Europeia. No período intermediário, Ecclestone instituiu mudanças nos conselhos de SLEC, FOH, Formula One Administration (FOA) e Formula One Management (FOM); que efetivamente colocou a Bambino Holdings no controle dessas empresas.
Em meados de novembro de 2004, os três bancos processaram Ecclestone por mais controle sobre o esporte, provocando especulações de que Ecclestone poderia perder completamente o controle que manteve por mais de trinta anos. Uma audiência de dois dias começou em 23 de novembro, mas depois que o processo terminou no dia seguinte, o juiz Andrew Park anunciou sua intenção de reservar a decisão por várias semanas. Em 6 de dezembro de 2004, Park leu seu veredicto, afirmando que "em [seu] julgamento é claro que as alegações de Speed estão corretas e [ele] deve, portanto, fazer as declarações que solicita".  No entanto, Ecclestone insistiu que o veredicto - visto quase universalmente como um golpe legal ao seu controle da Fórmula 1 - significaria "nada". Ele afirmou que pretende recorrer da decisão. 
No dia seguinte, em uma reunião de chefes de equipe no Aeroporto de Heathrow, Ecclestone ofereceu às equipes um total de £ 260 milhões ao longo de três anos em troca da renovação unânime do Acordo Concorde, que deveria expirar em 2008.  Semanas depois, Gerhard Gribkowsky, membro do conselho do Bayerische Landesbank e presidente do SLEC, afirmou que os bancos não tinham intenção de remover Ecclestone de sua posição de controle.

### Aquisição de CVC
Em novembro de 2005, a CVC Capital Partners anunciou que iria adquirir as ações de 25% e 48% do Bambino e Bayerische Landesbank no SLEC, e adquiriu as ações do JPMorgan Chase em dezembro de 2005. Este acordo foi aprovado pela Comissão Europeia em 21 de março 2006 e finalizado em 28 de março.  Ecclestone usou o produto da venda da participação da Bambino Holdings para reinvestir na empresa para dar à família Ecclestone uma participação de 13,8% na holding Alpha Prema.  Em 30 de março de 2006, a CVC comprou a participação de 14,1% da SLEC detida pelo Lehman Brothers para dar à CVC uma participação majoritária no Grupo Fórmula 1 com 63,4%, com outras participações detidas pelo LBI Group, JP Morgan e diretores da empresa.  O vice-chefe de equipe da Force India , Bob Fernley, acusou a CVC de "estuprar o esporte" durante o período de seu envolvimento na Fórmula 1. 
O Formula One Group planejou uma oferta pública inicial na Bolsa de Valores de Cingapura em junho de 2012, avaliando a empresa em US$ 10 bilhões.  Até 30% da empresa seria listada, com a maior parte das ações provenientes da participação dos credores do falido Lehman Brothers .  No entanto, a flutuação foi adiada até outubro de 2012, com Ecclestone citando mercados voláteis e problemas na zona do euro .  A CVC vendeu parte de sua participação na empresa para três empresas de investimento: Waddell & Reed , BlackRock e Norges Bank; reduzindo sua participação para 35,5% e tornando Waddell & Reed o segundo maior acionista.  A flutuação planejada foi mantida em espera ao longo de 2012,  até que foi revivida em abril de 2013, quando Ecclestone anunciou que ocorreria dentro do ano. 

### Aquisição da Liberty Media
No final de 2016, a Liberty Media concordou em comprar o controle acionário do Formula One Group por US$ 4,4 bilhões (£ 3,3 bilhões).  O acordo foi aprovado pelos reguladores e concluído em 23 de janeiro de 2017.  Chase Carey posteriormente tornou-se executivo-chefe do Grupo. Em setembro de 2020, foi anunciado que o ex-chefe da Ferrari, Stefano Domenicali , se tornaria o novo executivo-chefe do Grupo Fórmula 1. 
O Formula One Group está listado no NASDAQ como uma ação de rastreamento sob o código FWONK.

## Empresas do grupo
O Formula One Group era controlado pelos seus accionistas através da holding Delta Topco ,  que através de várias holdings registadas no Reino Unido , Jersey e Luxemburgo controla a empresa SLEC Holdings, proprietária imediata do Formula One Group .  O Grupo Fórmula 1 compreende várias empresas subsidiárias que controlam os vários direitos, gestão e operações de licenciamento do Campeonato Mundial de Fórmula 1. 
Os direitos comerciais da Fórmula 1 são controlados pela Formula One World Championship Limited (FOWC), que recebeu da FIA os direitos da Fórmula 1 por um período de 100 anos.  O controle dos direitos do Campeonato Mundial de Fórmula 1 começou no início de 2011,  onde assumiu o controle da empresa irmã Formula One Administration (FOA), que controlava os direitos por um período de 14 anos a partir de 1996.  A FOWC, como detentora dos direitos comerciais, negocia os contratos para a realização de Grandes Prêmios de F1 , organizando contratos de televisão com emissoras e recebendo taxas de licenciamento para uso de material da Fórmula 1. A empresa também tem assento no FIA World Motor Sport Council , órgão responsável pela regulamentação do automobilismo internacional.  A Formula One Licensing BV é uma empresa holandesa relacionada do Grupo Formula One que reivindica a propriedade das marcas registradas da Formula One; o logotipo da F1, "Formula 1", "Formula One", "F1" e o "dispositivo Sweeping Curves" mostrado antes dos Grandes Prêmios. 
A Formula One Management ( FOM ) é a principal empresa operadora do grupo,  e controla os direitos de transmissão, organização e promoção da Fórmula 1.  A empresa produz os feeds televisionados de todas as sessões do Grande Prêmio (exceto para o Grande Prêmio de Mônaco, que é produzido pela TMC ), que são então fornecidos através da rede de satélites Eurovision ( EBU ) para emissoras que fornecem comentários e distribuem o feed na(s) região(ões) autorizada(s) das referidas emissoras. O braço de produção da FOM está sediado no Biggin Hill Airport , Kent , para facilitar o transporte do equipamento necessário para a transmissão da corrida. Financeiramente, a FOM oferece investimento parcial para novas pistas e equipes, para permitir que elas se estabeleçam no esporte e aumentem a presença da Fórmula 1 em novos mercados.  O calendário da temporada para o campeonato é estruturado pela FOM, com supervisão do WMSC. Os pagamentos às equipes são determinados pelo Concorde Agreement , que dá às equipes 50% do dinheiro da televisão na ordem do Campeonato de Construtores e concede um fundo de prêmios às equipes com base em seus resultados, que é retirado das taxas pagas pelos promotores do Grand Prix encenando a corrida. A logística de movimentação de equipamentos e pessoal de cada corrida também é feita pela FOM, que fornece às equipes uma quantidade definida de transporte para as corridas fora da Europa. 

## Empresas relacionadas
O Grupo Fórmula 1 é usado para se referir a várias empresas relacionadas, que embora não façam parte do Grupo, são controladas pela holding Delta Topco e têm negócios relacionados à Fórmula 1. A GP2 Motorsport Ltd foi adquirida pela CVC em 2007, com sua propriedade controlada pelas holdings da Fórmula 1. A GP2 realiza o Campeonato de Fórmula 2 da FIA, que é a principal série alimentadora da Fórmula 1, e realiza corridas nas rodadas europeias do campeonato de F1, a fim de dar aos pilotos experiência e exposição às equipes de Fórmula 1. O Campeonato de Fórmula 3 da FIA, o próximo nível de monopostos abaixo da Fórmula 2, também é controlado pela GP2 Motorsport. O Formula One Group também possui o Istanbul Park AS, que administra o circuito de corridas de Istanbul Park, o antigo anfitrião do Grande Prêmio da Turquia. O Formula One Group também detém os direitos sobre o nome "GP1". Allsport Management SA é uma empresa registrada na Suíça que administra a venda de quase toda a publicidade na pista de Fórmula 1 e o Formula One Paddock Club. A Allsport Management foi fundada por Paddy McNally, que começou a trabalhar com Bernie Ecclestone no final dos anos 1970. McNally, que era um ex-consultor de patrocínio da Marlboro, apresentou uma solução para "arrumar" a publicidade nas pistas; essa solução foi chamada de "publicidade temática", onde um anunciante recebe exposição total em uma parte da faixa. Isso contrasta com o Grande Prêmio de Mônaco, o único grande prêmio em que a Allsport não está envolvida; onde o espaço é vendido de forma que vários anunciantes sejam visíveis em todas as fotos.O Paddock Club é a organização de hospitalidade corporativa da Fórmula 1, que oferece uma área de luxo para VIPs e patrocinadores para o fim de semana do Grande Prêmio, e também dá acesso a equipes e pilotos e passeios aos boxes.  Em 2006, a Allsport Management (e as empresas Allsopp Parker & Marsh relacionadas) foram adquiridas pela CVC através da Delta Topco,  o que significa que as receitas completas do esporte são controladas pelo Formula One Group. 